# 九頭竜伝承
九頭龍伝承（くずりゅうでんしょう）、九頭龍伝説（くずりゅうでんせつ）は、日本各地に残る九頭龍（大神）に関する伝承・伝説のことである。九頭龍大神伝承（くずりゅうおおかみでんしょう）、九頭龍大神伝説（くずりゅうおおかみでんせつ）とも。
神社が建立されることとなった事跡や奇瑞事象を、おおよその年代順に説明する。

## 戸隠の九頭龍伝承

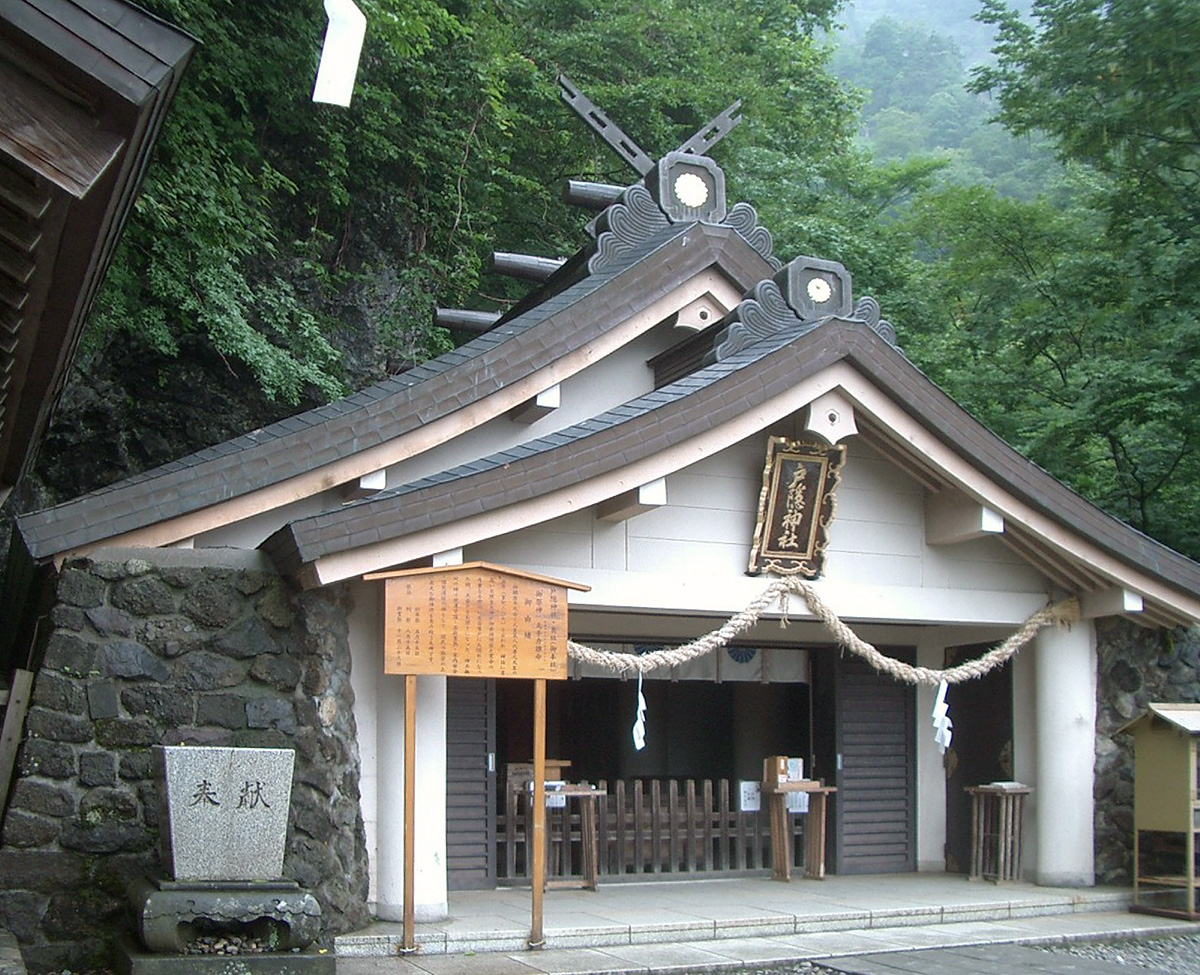
戸隠神社 奥社本殿

戸隠山の九頭龍信仰の源は戸隠神社の九頭龍大神である。鎌倉中期に記された『阿裟縛抄諸寺略記』の中に、西暦800年代の中盤頃の話として、「学門」という名の修行者の法華経の功徳によって、九つの頭と龍の尾を持つ鬼がこの地で岩戸に閉じこめられ、善神に転じて水神として人々を助けたという言い伝えが残されている（調伏善龍化伝承）。その後、九頭龍権現として崇められ雨乞いが行われた。雨と水を司る他、歯痛の治療にも霊験があり、好物の梨を供えると、歯の痛みを取り除いてくれるとされている。また、縁結びの神ともされている。

## 九頭龍川流域の伝承

### 白山信仰
詳しくは「白山権現」や「白山信仰」を参照。
白山開山の起源は、十一面観音の化身である九頭竜王が泰澄の前に現れたことによる。また、白山権現は、後述の九頭竜出現伝承にもかかわっている。

### 黒龍大神信仰の創始
- 雄略天皇21年（477年）、男大迹王（継体天皇）が越前国の日野、足羽、黒龍の三大河の治水の大工事を行われ、北国無双の暴れ大河であった黒龍川（後の九頭竜川）の守護と国家鎮護産業興隆を祈願され高龗大神（黒龍大神）、闇龗大神（白龍大神）の御二柱の御霊を高尾郷黒龍村毛谷の杜に創祀された[注釈 1]。この儀により現代まで連綿と続く九頭竜湖～九頭竜川流域での黒龍大明神信仰が興ったのだとされる。
- その後、黒龍大神と白龍大神のうちの前者は、天地の初めから国土を守護してきた四方位を象徴する4柱の神々「四大明神」の一柱を祀るものとされた。東の常陸国には鹿島大明神、南に紀伊国には熊野大権現、西の安芸国には厳島大明神（神宮創建 推古天皇元年{593年}）、北の越前国の当地には黒龍大明神として、日本の国家鎮護 及び 黒瀬川（後の九頭竜川）流域の守護神として祭祀されてきた[注釈 2]。
- 第四十三代元明天皇和銅元年（708年）9月20日、高志連村君（こしのむらじ・むらぎみ）が継体天皇の御遺徳を景仰し、高尾郷黒龍村（毛谷の杜）で御霊を合祀。
- 延暦3年（784年）8月、社殿が火災で焼失し坂上苅田麻呂（さかのうえのかりたまろ、坂上田村麻呂の父）が再建

### 九頭竜の出現
- 寛平元年（889年）6月、平泉寺の白山権現が衆徒の前に姿を現して、尊像を川に浮かべた。すると九つの頭を持った龍が現れ、尊像を頂くようにして川を流れ下り、黒龍大明神の対岸[注釈 3]に泳ぎ着いたという。以来、この川を「九頭龍川｣と呼ぶようになった[注釈 4]。

### その後の黒龍大明神信仰の歴史
- 承平元年（931年）、藤原利行 朱雀帝御宇承平元年越前国黒龍村、毛谷神社神職となる（藤原姓の神職の祖、第一代）。
- 承平3年（933年）、長者となった生江の世常の宿祢（いくえのよつねのすくね）の夢にお告げがあり、社殿を新しく造りかえた。毎年七度の祭礼が行われてきたという。それが延喜式にある坂井郡毛谷神社で、今の毛谷黒龍神社にあたる。生江の世常の宿祢が長者となる奇跡の物語は、今昔物語集［巻17-47］や宇治拾遺物語［巻15-7］に載っている。
- 光明院御宇暦応元年5月2日、二十四代藤原行古が左中将義貞に従軍し藤島の里に戦死。暦応元年5月、新田義貞が斯波高経と戦ったとき、 黒龍神社も兵火にかかり燃える。このとき神霊は、白龍となって山上に飛び、木の上にとまった。そこで、このあたりを竜ヶ岡（たつがおか）と呼ぶようになった（『太平記』巻第二十に黒龍明神下での戦いの記載あり）。

## 鹿野山の九頭龍伝承
千葉の鹿野山麓の鬼泪山（きなだやま）には、九頭龍という九つの頭を持つ巨大な大蛇が棲みつき、村人を襲い人々を喰らったという伝承がある。
村の長が都に使いをたて大蛇退治を願い出たところ、日本武尊（ヤマトタケルノミコト）が大蛇退治に遣わされた。
村人がその恐ろしさをタケルに語ると、タケルは腰の剣を抜き「必ず この草薙剣で大蛇を退治してみせる」と誓い、村人の案内で小川沿いの道を鬼泪山に分け入った。
タケルは懸命に九頭龍を探すが一向に見つからない。疲れ果てていつしかタケルは眠ってしまった。するとそこに九頭龍が現れ、タケルを一飲みにしてしまった。
三日ほど経ったある日。村の娘が小川で洗濯をしていると、だんだんと川の澄んだ水が赤く染まっていった。娘はあまりのことに驚き、村人を呼んだ。「タケルノミコト様が大蛇を退治してくださったからに違いない」「いやもしかしたら、タケルノミコト様の身に･･･」などと話し合っていると、ヤマトタケルノミコトが現れて「つい油断して九つの頭の蛇に一呑みにされてしまった。幸いにも生きていたので 約束どおり この剣を抜き、奴の腹の中を滅多斬りに切り裂いて、外へ出られた。そして、九つの頭を全部切り落としてやった」と言った。
このとき流れ出た血が、鬼泪山北麓を流れる川を三日三晩染めたので、今でもその川のことを「（血）染川」と呼んでいる。なお、退治された九頭龍の霊魂は長年を通じて供養され、「九頭竜権現」として祀られるに至り、今でも神野寺仁王門に鎮座されている。また、鹿野山測地観測所の下には「大蛇作」「蛇堀」などと呼ばれる場所がある。かつて大蛇の棲息していた場所だという。
- 龍ではなく、鬼泪山に篭って日本武尊と闘ったのは、鬼とされた阿久留王だったという伝承もある。別名、六手王とも言った。また、鬼が泣いて許しを請うたので「鬼泪山」という呼称がついたことにもなっている。阿久留王の墓という祠が江戸期までは実在したと言われている[注釈 5]。
- 鬼泪山でヤマトタケルと闘ったのは、でいだく坊、だいだあ法師、デーデッポ、だいだらぼっちという巨人であったという伝承もある。

## 箱根の九頭龍伝承と祭祀

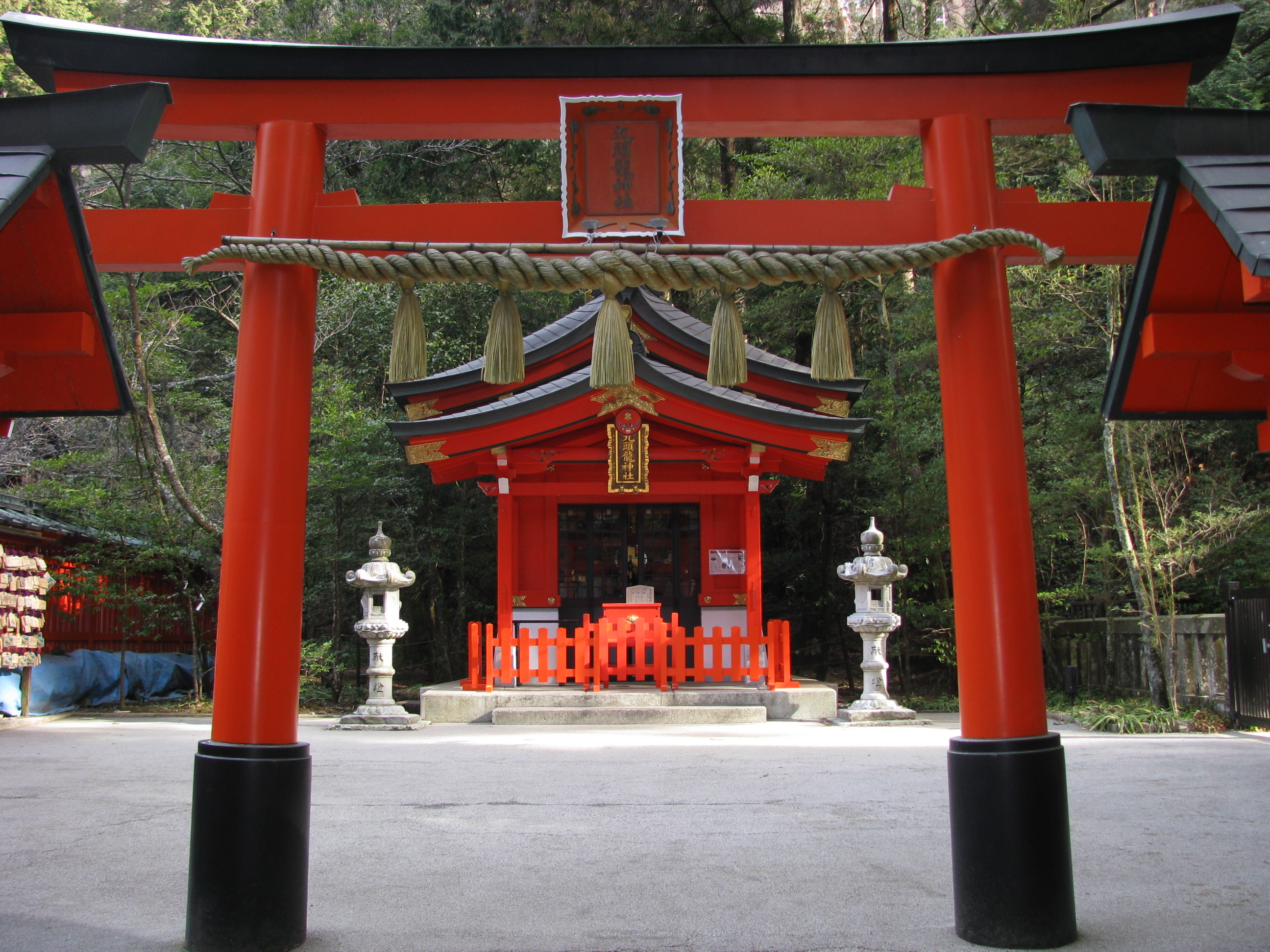
九頭龍神社新宮（箱根神社境内）

九頭龍神社（本宮、ほんぐう）の縁起は、箱根神社（箱根権現）と同じ天平宝字元年（757年）に、箱根神社を開いた万巻上人が、芦ノ湖の龍が暴れているのを調伏し守護神として祀ったとされる神社である。
芦ノ湖がまだ万字ヶ池と呼ばれていた奈良時代以前、箱根の村には、毎年若い娘を選んで芦ノ湖に棲む毒龍に人身御供として差し出すという慣習があった。箱根山で修行中の万巻上人が、このことを知ると、法力で毒龍を改心させて村人たちを救うと決意した。万巻上人は湖畔で経文を唱え毒龍に対して人身御供を止めるように懇々と仏法を説いた。ついに毒龍は宝珠・錫杖・水瓶を携えた姿で湖から出現すると、過去の行いを詫びた。それでも万巻上人は毒龍を許さず、鉄鎖の法を修して龍を湖底の「逆さ杉」に縛り付け、仏法を説き続けた。龍は、もう悪事はせず、地域一帯の守り神になる旨を約束をする。万巻上人は龍の約束が堅いことを知り、九頭龍大明神としてこの地に奉ることにした。その満願の日とは6月14日（旧暦）。そのため九頭龍神社（本宮）の祭りは、毎年6月13日が例大祭、毎月の13日が月次祭である。毎年7月31日には「湖水祭」も行われている。また、箱根神社の境内にある九頭龍神社新宮の月次祭は、毎月15日に行われている。箱根の九頭龍大明神は水神であるとともに、商売繁盛や縁結びの御利益があるとされている。
今でも芦ノ湖の湖水祭では、人身御供に代えて赤飯を湖に捧げている。赤飯の入ったお櫃を御供船に載せ、逆さ杉のところで湖底に沈めるのである。このお櫃が浮かび上がってくると、龍神が人身御供を受け入れなかったとされ、災いが起きると言われている。

### 九頭龍神社新宮（しんぐう）
平成12年（2000年）に九頭龍神社（本宮）の御祭神を分霊してお迎えし、箱根神社境内に建立した。箱根神社拝殿のすぐ隣にある。
神霊的には新宮の御祭神は、本宮と同一である。

### 安産杉
箱根神社の境内には、九頭龍神社新宮の隣に「安産杉」がある。箱根の九頭龍はこのため安産の神としても有名になった。鎌倉時代に、源頼朝が箱根神社に安産の祈願をしたところ、3代将軍源実朝が無事誕生したとされ、以後、安産の祈願を箱根神社に行う風習が広まったとされる。

## 平城京の九頭龍伝説
発掘された平城京の二条大路木簡には、奈良の南山に住む九頭一尾の大蛇に疫病（天然痘）の原因となる鬼を食べて退治してもらい、都での流行阻止を祈願したとされる文が書かれている。ここでは人を害するものではなく、病気を食べる利益をもたらすものとして扱われている。
| 「 | 「南山之下有不流水其中有 一大蛇九頭一尾不食余物但 食唐鬼朝食 三千 暮食 八百 急々如律令」 (なお、原文は縦書きである) | 」 |

唐の時代の医学書「千金翼方」にも、熱病治療の時に唱えられていた呪文「禁瘧鬼法」の一つとして同様の呪文が書かれている。しかし、「千金翼方」の文において、二条大路木簡の「一大蛇九頭一尾」に対応する部分は「地中有蟲、赤頭黄尾（地中に住む虫（蛇）有り、赤い頭で黄色い尾を持つ）」となっており、九頭とは記されていない。
| 「 | 「書桃枝一尺、欲發即用、噀病人面、誦咒文二七遍、擊著頭底。天姓張、地姓皇、星月字長、日字紫光。南山有地、地中有蟲、赤頭黄尾、不食五穀、只食瘧鬼、朝食三千、暮食八百、少一不足、下符請索、語你速去、即得無殃，汝若不去，縛送魁剛，急急如律令。」 | 」 |

## 三井寺の霊泉と九頭龍大神
近江国三井寺（園城寺）金堂の近くには天智天皇・天武天皇・持統天皇の三帝が産湯に用いたという霊泉が湧いている。この霊泉は「御井（みい）」と呼ばれ、「御井の寺」から三井寺の通称となった。その霊水は、古より閼伽水として金堂の弥勒菩薩に御供えされてきた。
この御井の霊泉には九頭一身の龍神が住んでおられる、と今に伝わる。その九頭龍神は、年に十日の間、深夜 丑の刻に姿を現して、黄金の御器を用い水花を金堂の弥勒菩薩まで供えに来られるという。そのため、その期間は泉のそばを通らない仕来たりであった。近づいたり、覗いて見るなどの行為は、「罰あり、とがあり」と言われ禁じられてきた。

## 猪名川・五月山一帯の九頭龍伝承

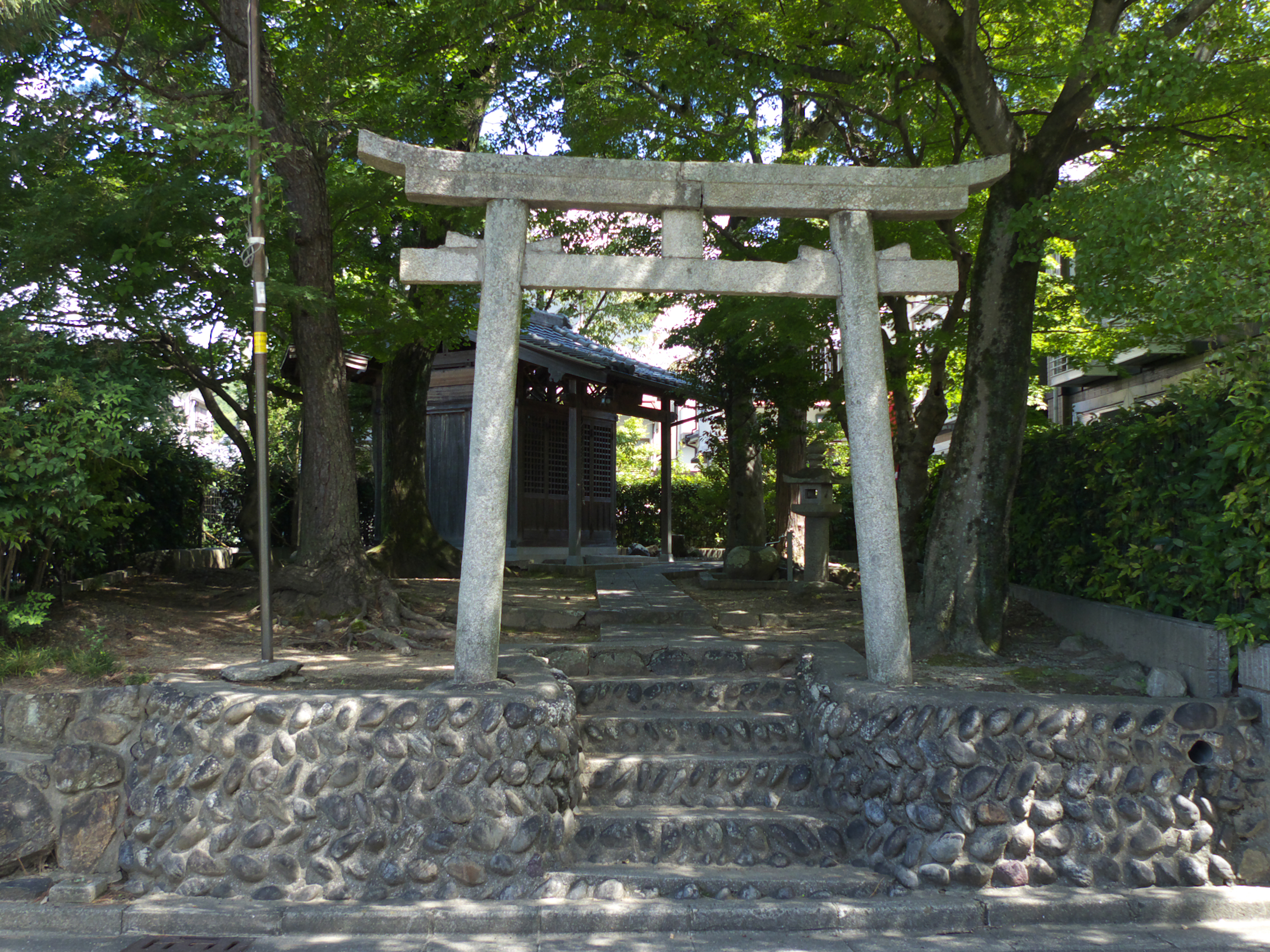
川西市の九頭神社

久々知妙見宮は清和源氏の祖、源満仲（または多田満仲 912年? - 997年）が開基したと伝わる妙見宮である。
天徳元年（957年）源満仲が矢文を放ったところ、岩に当たった。その岩を矢文石と名付けて、その地に北辰星（妙見宮）を祀ったと伝わる。その後、天禄元年（970年）摂津の国守に任ぜられたとき、源満仲が新しい館をどこに築こうか思い悩み、同国一の宮の住吉大社に参籠した。参籠して二十七日目、『北の空に向って矢を射よ。その矢のとどまる所を居城とすべし』との神託を受けて、満仲は鏑矢を放った。家来を引き連れた満仲は、空高く五月山を越え放たれた矢を追いながら鼓ヶ滝付近まで来た時、白髪の老人に出会い、矢の落ちた場所を知ることが出来た。この場所は「矢を問うたところ」として、『矢問（やとう）』という地名で残っている。
満仲が老人に教えられた場所に行ってみると、河水をたたえた湖（沼）があり、その湖の主の九つの頭をもった雌雄二頭の大蛇（九頭龍）の内の一頭の大蛇大龍の目に射た矢が刺さり、暴れまわっていた。一頭はこの地で死に血水跡はまるで紅の河のようになって流れた。もう一頭は死に物狂いに山を突き破り飛び出し、湖水は鼓を打つような音をたてて滝となって流れ出た。龍はしばらく鼓ヶ瀧の滝壷の中で生きていたが大水害の度に鶯の森、（川西市）天王宮と下流域に流されて行き、ついに昇天した。後に、その地には12以上も鳥居の立ち並ぶ白龍神社が建立され祀られることとなる。湖沼の水は干き、よく肥えた土地が残り、多くの田畑ができることとなった。そのため 後に「多田」という地名が付けられる。村人らは九頭龍の犠牲の御陰で田畑が拓かれたことをいたく感謝し、九頭龍大明神、九頭龍大権現、白龍大神と崇め御祀りした。満仲は、この地に居城を築き多田源氏を名乗った。
少なくとも1988年までは、上記の九頭龍が死んだ場所として「九頭死（くずし）」という地名が残っていた。現在は「寿久井の地蔵尊」という地名の付近。
兵庫県川西市の九頭神社は、九つの霊石を御祀りして首から上の病に効く神として信仰され頭痛歯痛眼の病等の平癒に効くと伝えられる。最近は、こっそりと「頭の良くなるように」と祈る若者の御参りもあるという。
- 猪名川・五月山（能勢～多田～池田市）一帯で「九頭龍大（明）神」その対の「白龍大（明）神」等として祀られている場所
  - 九頭竜権現社（木造祠風） - 大阪府豊能郡能勢町山田（湯小屋神社の北東150mの山中 妙見宮の妙見菩薩信仰の元となる妙見山に祀られている隕石の落下地点「能勢町稲地」から北西1400m程の場所）
  - 九頭神社 - 大阪府豊能郡豊能町余野
  - 九頭神社 - 兵庫県川西市東多田2（住宅街の外れ）
  - 九頭龍神社 - 大阪府池田市建石町と上池田の境界付近（池田城の砦跡地）
  - 白龍神社（小戸神社内） - 兵庫県川西市小戸1-13-17（天王宮、中橋西と呼ばれる辺り）

大正時代頃まで「摂津国能勢郡西郷村大字宿野字九頭森」など、地名にそのまま九頭龍の名が残っていた。
須佐男神社（旧・久々知妙見宮、兵庫県尼崎市久々知1-3-28）に満仲が弓矢を放ったという伝承の残る岩（矢文石）が残る。

## 阿蘇山 宝池の九頭龍神
九州・英彦山に伝え残されている書『彦山流記』の原文をここで紹介する。
| 「 | 玉屋窟有聖人名臥験、大巌窟中一千日間伏臥修行法、又観諸法皆空之旨如菩提石室、因之其名云臥験。 （中略） 九州斗藪問肥後国阿蘇峰攀登、嶺嶽為体七宝所成峯高峙遥開四門扉、八功徳水池潔澄自畳五色波、四波羅密三解脱門皆備其音。南山之影西日之光悉有異色、金洲之浜敷銀砂、真珠樹々問花交色荘厳如浄土。更非凡夫所見、行者発希有心願拝宝池主信心堅固捧般若宝味、未誦三巻先現鷹形。行者云、鷹是小鳥王非宝池主云。重誦秘密咒現俗形。是行者云、俗形是世間躰全非池主。又誦法花経現僧形。是仏法主不能宝池主。此等皆偽事云。次現小龍形、行者尚不用之。次現十一面観音、光明赫赫、尚以不用之、吾不拝宝池実体不帰云。尽心信砕肝胆誦顕密貴文弥増法味。己及半月敢无見物無、于時従池中有声告云。於宝池正体者汝不能拝、罪障尚重故也云々。爰行者起大嗔恚云、我是大聖明王持者三界摂領有頼、悪魔降伏不疑、十二大夫加護八大童子随形、第六天魔王尚繋縛、何況余者乎云、誦経論章疏要文、秘密真言神咒唱、凝邪正一如観念修真二諦法理之間、山動地騒四方悉如長夜闇。爰九頭八面大龍出現、自山高自嶺長、一面有三目似春日並出、九頭有三目如暁星照耀、口吐大炎同迦楼羅焔、其身満虚空。其気如大風。開眼看之再无見之、行者迷悶既思被呑、数発強盛念、以所持金剛杵正面一眼中打留之、如夢四方悉晴、行者見宝池本主、遂本意速下向路、（中略）于時空中有声告云、我汝法施依妙雖現種々身形、云真実正躰極楽世界被云阿弥陀、娑婆世界被云十一面観音、再登御嶽重可拝宝躰云々。仍昇嶺嶽見彼宝池无徳云、見蓮大知池深見雨盛悟龍瞋云、以此思彼我得見宝池実躰、龍神者彼池顕和光真身施化度利生歟。空中又声云、酬汝法楽示種々身形云、眼根尚有障不能見本地云々。行者重住定印凝无生懺悔、時自霊峯頂十一面観自在尊坐千葉蓮花放大光明照行者頂、彼光明照十方世界三十二相八十種好具足奉拝金容躰畢、所謂先現鷹身、是於霊山会説法花時同聞衆形也、次示俗形者、是彦磐龍命大明神也、次示僧形、比叡山座主良源也、龍身宝池主无契池大龍也、十一面観音是当山峯常住本尊大悲利生実体也、凡眼罪障故令不見云々。行者心中歓喜踊躍作礼而去、此大龍者説法花同聞衆娑伽羅龍王阿那婆達多羅龍王第三王子、是則十一面観音化身歟。 | 」 |

この文章は、奥付にあたるところに「建保元年（1213年）癸酉七月八日九州肥前国 小城郡牛尾山神宮寺法印権大僧都谷口坊慶舜」がある。この中でも、仏教的な九頭龍伝承が語られている。
以下、同書よりの意訳はこうなる。
大巌窟で千日の伏臥修行の後、諸法は皆 空である旨をその石室で観じた。かの釈尊が菩提樹で悟ったように。その修めをもって臥験という名となった。
臥験はやがて九州の肥後国は阿蘇の峰に登り、山の嶺嶽をもって法華経にある七宝の（塔の相を顕す）場所となっており、高い峯が四（方に広がる波羅蜜への）門の扉となって開き、そびえていることを理解した。八功徳の水は池に清潔さをもって澄みわたり、自ら五色の波をたて広がっていた。そのさざなみは四波羅蜜、三解脱門を備えており、奏で出されていた。南山に落ちる夕日の光が湖池の浜を金色に染め上げ、銀色の砂が敷詰められる。樹木の間に間に花の色が重なり交わり、極楽浄土の如き荘厳さを呈していた。般若宝珠なる信心堅固な至誠を捧げ、凡夫の決して見ることは出来ないこの宝池の主に拝することを心から願い経を誦した。法華経の第三巻目に達する前に、まず鷹が現れた。しかし、「小鳥の王でこの宝池の主に相応しくない」と言って退けた。更に俗人・僧侶・竜が現れては、その一つ一つを池の主ではないと退けた。そして、十一面観音が現れ光明が赫々と輝くに至った。それでも、池の主ではないと退け、さらに経を唱え続けた。
臥験は半月にも及んであえなく見る物事が無かった。そのとき、修法に従事していた 池の中から声があって 臥験に告げ言う。
「宝池において、主の正体を汝が拝むことあたわず。罪障が重いゆえなり」と言う。
臥験は大いに激して言った。「我は是 三界を領有し治める知識や学問を身につけた聖なる持明者である。悪魔降伏を信じて疑わない。八大童子が随う十二神将よ加護し給え。第六天魔王をなお繋ぎ縛れ。何者が余の状況を評してかように言うか。」と。臥験は経論章疏の要文を誦し、秘密真言や神咒を唱え、邪も正も一如であると念を凝らし観じて真俗二諦の法理を修める間、山は動き地は騒ぎ 四方は悉く長い夜の闇の如くになった。
そして、ついに九頭八面の大龍が出現するに至った。その龍は阿蘇の山のように高く嶺のように長く、それぞれの顔面には三つの目が春の太陽のように出て、あるいは暁の星（金星）の如く照り輝いていた。龍の口から吐かれる大炎は同じく迦楼羅焔の如く照るのだった。その身は虚空をうめて満ち満ちるほどの巨大さだった。
その気迫は大風の如く勢いをもっていた。龍に呑まれると思い、法力を込めて持っている金剛杵を大龍の顔にある三つの眼をめがけて打ち込んだ。すると、龍は姿を消し、四方はあまねく晴れ渡った。
臥験は、池の主に会う願いを達したと思い、山を下りにかかる。すると、蒼天 にわかに かき曇り、大雨となり、川は洪水と化した。臥験は川を渡れなくなったので、山中の他の道を探すことにした。ようやく一軒の小屋が見つかったところ、そこには一人の若い女性がいるのだった。臥験は、泊めてくれるよう頼むと、快く承諾された。
臥験が裸になって濡れた着物を乾かそうとしていると、その年若い女性は、裸の臥験に自分の着物を着せようとした。臥験は、修行の身にとって女性は不浄であるから、その着物は羽織れない旨を言い 彼女の好意を断った。すると、女性は怒って「仏様は慈悲平等の心を教えていて、浄、不浄などを言いません」と言い、臥験が断るのを無理に着せようとした。そうこうしている間に臥験に欲心が起こった。まだ知らない男女の交わりを試そうと女性を押さえつけた。女性は抵抗して、「まず口を吸って接吻してください」と懇願した。しかし、臥験は「自分は日夜、口で秘密真言を唱える身だから、それはできない」と言う。しかし、女性は「それでは目的が達せられないでしょう」と言うので、しかたなく口を吸った途端、舌を噛み切られた。臥験は気絶してその場に倒れた。女性は大竜となって天に昇っていった。臥験が意識をとりもどして辺りを見ると、女性も家も自分の舌までもなく、山中に独り取り残されていた。
臥験は犯した罪を悔い、不動明王に念じて「舌を元通りにならしめ給え」と一心に念じていると、14～5歳くらいの童子が出てきて臥験の舌を撫でた。すると舌は元通りとなり、心身ともに安らかになった。
そのとき天空の高みより声があった。「我は、汝が修法を施したことに対して、汝が妙に思うとも種々の身に形を現した。（女性が汝の身体に良かれと思って衣をかけようとしたのと同様に）真実の正しい身体というものには、極楽世界では阿弥陀という衣を被っている。この娑婆世界では十一面観音という衣を被っている。再び（阿蘇に）登り 重ねて御嶽を拝すべし 宝の身体（躰）を」と仰るのだった。
臥験は、ただちに御岳に登る。また、天空より声がして言う。「汝の修法によって楽々示された種々の身形を観ても、眼根・心根に障りがあるから本地を見抜くことができないのだ」と。臥験は、その場に重ねて座し印を結び凝らしてただ無性に懺悔の意を尽くした。
「霊峯の頂で十一面観自在尊が千の葉の蓮花に坐し 自ずから放たれる大光明に臥験が照らされたあの瞬間、かの光明は十方世界を遍く照らし、三十二相八十種好を具足奉る金色相（こんじきそう）と一つとなり音楽・芸術・美を司る畢婆迦羅の神の身体そのものとなっていた。先ず現れた鷹の身のことを言うと、是は霊山において会い法華経が説かれる時の同聞衆の身形である。次に示された俗な身形を示した者、是は健磐龍命（タケイワタツノミコト、阿蘇大明神）なり。次に僧の身形を示した者、是は比叡山座主良源（912年 - 985年）、次に現れた龍身は、この宝池の主として契りの無い池の大龍なり。最後に現れた十一面観音が当山の峯に常に住まわれる本尊で、大慈大悲の大御心で衆生に利益を与えんとする実体なり。汝の眼に罪障があるから実体を見ぬくことができなかったのだ。」
臥験は心から歓喜踊躍し礼の意を表して、その場を去った。九頭の龍から若い女性、そして天空からの声として現れた此の大龍者こそ、法華経に説かれている同聞衆、娑伽羅龍王、阿那婆達多羅龍王第三王子である。是すなわち十一面観音の化身である。

## 葛城二十八宿 犬鳴山の奇瑞譚

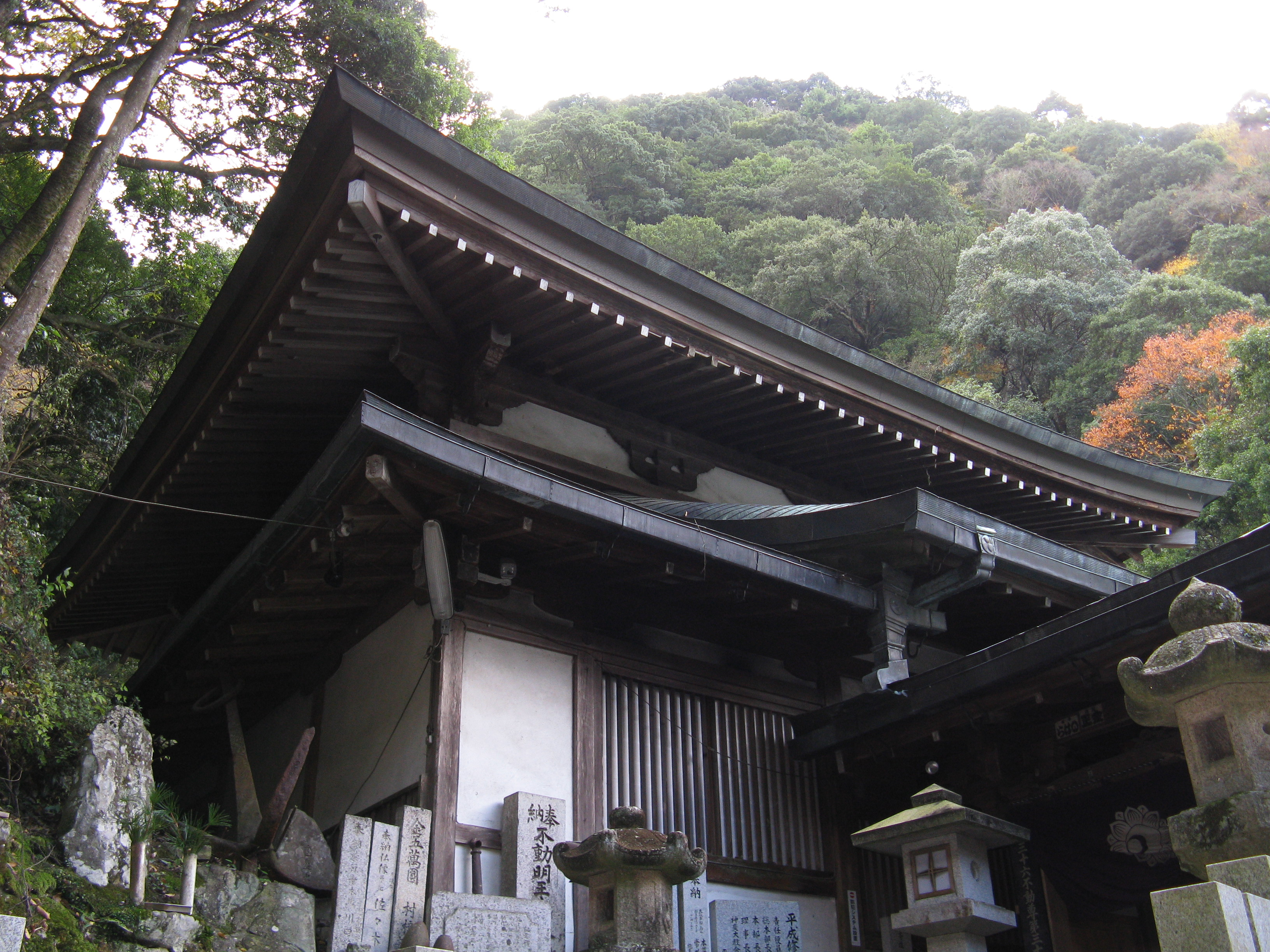
七宝瀧寺

役の小角が大阪葛城山系の山々の峰に法華経二十八品をそれぞれ二十八箇所に埋めたという伝説がある。その法華経に登場する仏教の守護神・八大竜王が葛城山の山頂に祀られており、八大竜王の4番目に数えられる和修吉こと九頭龍大神が葛城山に連なり法華経第八品が埋宝されている犬鳴山内の九頭龍神社で 今も正式に祀られている。
宇多天皇の御世（887年 - 897年）の義犬伝説により名付けられた犬鳴山。その山に坐す七宝瀧寺。中興の祖・見滝上人が寛文10年（1670年）この犬鳴山普住の際、役の小角の勧請による 本尊 倶利伽羅大竜不動明王に奉告、勤行のため本堂へ向かわれている時の事だった。天空に向かって昇りゆく黒竜と白竜、二柱の竜王の類いまれなる瑞祥を目撃した。上人は深く感動、感激されこの二竜を山の護法神として格別に神明大権現の御神号を呈し奉り祭祀された。爾来発達繁昌を念ずる参拝者の絶えることがなかったという。また、いつの頃からか頭部を癒す神、中風除けの守護としても霊験ありと崇信さられるようになった。
このように葛城山～犬鳴山は数々の伝承で彩られている。

## 上記以外
- 青森県十和田神社にも九頭龍伝説が伝わっている。熊野で修行した南祖坊が鉄の草鞋と錫杖を神から授かり「百足の草鞋が破れた所に住むべし」と夢を見て諸国をめぐり、十和田湖畔でちょうど百足めの草鞋が尽きた。当時、十和田湖には八郎太郎というマタギが湖の岩魚や水を喰らううちに八頭の大蛇となり湖を支配していた。南祖坊はその霊験により「九頭龍」に変化し二十尋（約36ｍ）の身体を十曲（とわだ）に曲げ八郎太郎を退治。その南祖坊を青龍権現として崇め祀ったのが今の十和田神社なのだという。
- 山梨県北杜市の来福寺にある九頭竜の祠は、洪水時に体を横たえて家屋が流れるのを防いだ蛇を祀ったとも、山津波の際福井から分祀したともいわれる[8]。
- 長野県上田市の別所温泉には九頭竜の伝承が存在し、当地の「岳の幟」は1504年の大干ばつ時に九頭竜権現にお願いしたところから始まっている[9]。「岳の幟民話」でも有名である。
- 東京都檜原村では南朝側の守護神である九頭龍大神を武運のため氏神として、東京都檜原都民の森近辺に存在する九頭龍神社で祀っている[10]。神社の下流の南秋川には九頭竜の滝、竜神の滝が続いている。

## 仏教との関連
仏教における九頭竜はヴァースキ（和修吉）である。シェーシャ（Śeṣa）と同一視されることもあり、須弥山を守るとされる。
仏教とともに中国に伝わった際に、ヴァースキは八大竜王の和修吉竜王となり九頭一神の龍となった。これが日本に伝わり、後に神仏習合されると、九頭竜は仏教と神道を守る神となる。八大竜王は密教の信仰であり、現世利益を強く求める密教において九頭竜は雨乞いをつかさどる神となった。日本の九頭竜が九頭竜権現と呼ばれる場合の本地仏は弁才天ないし前述の和修吉竜王である。